# Неудавшаяся жизнь
Misaeng (кор. 미생 - 아직 살아 있지 못한 자, Misaeng - Ajik sala ittji mothan ja) — южнокорейский телесериал 2014 года об игроке в го, вынужденном отправиться работать на низкой должности в офисе крупной компании, снятый по одноимённому Веб-комиксу Юн Тхэхо. Сериал транслировался на телеканале tvN по пятницам и субботам в 20:40 по корейскому времени с 17 октября по 20 декабря 2014.

## Информация о сериале
Слово Misaeng (дословно «неполная жизнь») — термин игры го, обозначающий особое построение на доске, при котором невозможно завершить партию, это крайне редкий случай, при котором партия заканчивается без выявления победителя. «Неудавшаяся жизнь» стал первым корейским драматическим сериалом, который снимался в Иордании — Лим Сиван и Ли Сонмин снимались для сцен пролога в Аммане, Петре и Вади Раме. Лим Сиван подхватил свою роль из предыдущей адаптации комикса, снятой в 2013 году.
В своём комиксе автор Юн Тхэхо проводил аналогии между жизнью в современном обществе и стратегической настольной игрой го. В произведении также описан быт и проблемы корейских корпоративных работников, сталкивающихся с конкуренцией за выживание на рабочем месте, обезличенными отношениями и офисной политикой. Misaeng стал очень популярным среди корейских «белых воротничков», поскольку точно описывает их реальность и жизненный опыт. В 2012—2013 годах, когда веб-комикс публиковался на интернет-портале Daum, он набрал 1 миллиард просмотров; в бумажном издании было продано 600 000 копий.
В сериале персонаж актрисы Кан Сора неоднократно говорит на русском языке, а персонаж Ли Сонмина в 7 серии признаётся, что жил в России два года, и рассуждает о русском кинематографе и искусстве и цитирует Владимира Высоцкого. Одной из музыкальных тем сериала стала кавер-версия песни «Кони привередливые» на корейском языке, исполненная группой Rose Motel. Оригинал песни в исполнении Высоцкого появляется в финальной серии.

## Сюжет
Чан Гырэ с детства думал только об игре го. Когда он не смог достичь своей мечты стать профессиональным игроком в го, ему приходится искать другой способ существования, поскольку его семья нуждается в деньгах. Герой имеет только школьное образование. По рекомендации ему удаётся устроиться в большой международной корпорации в качестве стажёра.
На работе Гырэ сталкивается с разными людьми: менеджер О Сансик — добродушный трудоголик, стажёр Ан Ён И, привлекающая внимание коллег внушительным образованием и компетенцией практически во всём, Чан Пхэк Ги — коллега, чей вид «ботаника» не соответствует внутренним амбициям. Гырэ учится выживать в офисе и ориентироваться в корпоративной культуре через применение аналогий из игры го к возникающим ситуациям и проблемам.

## В главных ролях
Сотрудники отдела продаж
- Лим Сиван — Чан Гырэ — с детства решил посвятить свою жизнь игре го и стать профессиональным игроком, но не смог; в возрасте 26 лет, имея лишь среднее образование, пришёл в компанию в качестве стажёра в 3-й отдел продаж. Перед новой работой пытался забыть го, но именно принципы игры начинают помогать ему в новой жизни. Уважает О Сансик и видит в нём наставника.
- Ли Сонмин[англ.] — О Сансик — менеджер, глава 3 отдела продаж (с 11 серии повышен в должности до старшего менеджера). Принципиальный, не уважает сотрудников, пробивающихся благодаря «связям», из-за этого вначале недолюбливает Чан Гырэ, но вскоре меняет своё отношение к нему, также очень принципиально относится к супружеским изменам, уважает женщин, пытается защитить сотрудниц от нападок коллег. Очень любит свою семью и троих сыновей. Состоит в напряжённых отношениях с исполнительным директором фирмы из-за старой истории, связанной с гибелью сотрудницы.
- Ким Дэмён[кор.] — Ким Донсик — помощник менеджера в 3 отделе продаж. Добродушный, но может быть строгим. С самого начала помогал Чан Гырэ советами; именно ему Чан Гырэ рассказал о своём прошлом, связанным с го.
- Ким Хивон[кор.] — Пак Чонсик — приходит в 3 отдел продаж как «эксперт по странам Ближнего Востока», надменный и кажется ленивым. Позже оказывается инициатором коррупционной схемы, благодаря которой получал «откаты» за свои проведённые сделки. Чан Гырэ и другие сотрудники 3 отдела разоблачают его, но из-за этого становятся скорее «антигероями», поскольку из-за скандала последовали отставки Ким Бурён и других сотрудников и возникла напряжённость во всех отделах.
- Син Ынджон[кор.] — Сон Джиён — заместитель начальника 1 отдела продаж, пришла в качестве стажёра одновременно с О Сансик, представляет собой пример женщины, добившейся высоких результатов на работе; воспитывает дочь, но не может уделить ей достаточно времени из-за работы.
- Пак Хэджун[кор.] — Чхон Гванун — приходит в 3 отдел продаж после увольнения менеджера Пак; когда-то уже работал в том же отделе и дружил с Ким Донсик но просит того забыть о прошлом; серьёзно относится к внутрикорпоративной политике и иногда ставит её выше непосредственно результатов работы.
- Ким Джонсу — Ким Бурён — глава отделов продаж; был наставником О Сансик, когда тот пришёл в компанию в качестве стажёра; позже оба могли конфликтовать по части рабочих вопросов, но оставались в уважительных отношениях; вынужден уволиться по собственному желанию после коррупционного скандала.
- Рю Тхэхо — Го Донхо — Глава 2 отдела продаж.

Стажёры
- Кан Сора — Ан Ён И — единственная девушка среди стажёров; уже во время стажировки смогла провести крупную прибыльную сделку; выделяется старшими сотрудниками компании как «самый перспективный стажёр», владеет иностранными языками, в том числе отлично говорит по-русски. После окончания стажировки была принята на должность в отдел снабжения, но там стала «девочкой на побегушках», вынужденной терпеть нападки коллег-мужчин. В прошлом работала в крупной корпорации «Самчжон», но была вынуждена уволиться по личным причинам.
- Кан Ханыль — Чан Пхэк Ги — стажёр в отделе снабжения, но по окончании стажировки был принят на должность в металлургический отдел. Несколько самоуверенный и гордый, из-за чего оказывается в недопонимании со своим начальником в металлургическом отделе; из-за этого думал об увольнении и ходил на собеседование с агентством по подбору кадров, но всё же решил остаться в компании. Старается помочь Ан Ён И, когда той приходится тяжело в своём отделе.
- Пён Ёхан — Хан Согюль — стажёр, знает тонкости работы на заводе и производства, стал напарником Чан Гырэ во время подготовки презентации, по итогам которой определялось, останутся ли стажёры в компании. Вначале заставлял Чан Гырэ несколько раз переделывать презентацию и отлынивал от работы, из-за чего они вступили в конфликт, позже оба пришли к согласию во время самой презентации. Становится другом для Чан Гырэ, Ан Ён И и Чан Пхэк Ги. По итогам стажировки был принят в текстильный отдел, где вскоре вступает в открытый конфликт с помощником менеджера из-за того, что тот сваливает на него свою работу. «Знает всё обо всех» в компании.

Управляющие
- Ли Гён Ён[англ.] — Чхве Ёнху — исполнительный директор компании; в напряжённых отношениях с О Сансик, но не мешает тому в работе.
- Нам Гёнъып[кор.] — президент компании.
- Чон Сокхо — Ха Сонджун — глава отдела снабжения.
- Сон Джонхак — Ма Боннёль
- Чон Хитхэ[кор.] — Чон Хисок.
- Ю Хёнги[кор.] — Ю Хёнги.
- О Минсок[кор.] — Кан Хэджун.
- Тхэ Инхо — Сон Джунсик
- Чхве Гвихва — Пак Ёнгу
- Пак Чинсо — Син Даин
- Чо Хёнсик — Ким Сокхо
- Хван Сокчон — Ким Сонджу
- Ким Джонхак[кор.] — Ли Сокчун.
- Квак Инджун — руководитель аудиторской группы

Прочие
- Сон Бёнсук[кор.] — мать Чан Гырэ.
- Нам Мённёль[кор.] — учитель го Чан Гырэ.
- Ли Сивон[кор.] — Ха Чён Ён, учительница детей.
- О Юнхон[кор.] — Жена О Сансик.
- Ли Сынджун — Син У Хён.

Камео
- Чо Хунхён в роли самого себя
- Ю Чханхёк в роли самого себя
- Ким Гибан[кор.]
- Ким Минчхан[кор.]
- Ли Джунхёк[кор.]
- Юн Джонхун[кор.]
- Ё Иджу[кор.]
- Ли Дархён[кор.]
- Чон Игап[кор.]
- Чон Согён[кор.]

## Рейтинги
Рейтинг финального эпизода почти в 6 раз превысил показатель первой серии. По итогом опросов Ssul Jeon, проведённых среди двух групп людей — зрителей и представителей вещательных компаний Кореи — вторыми Misaeng был назван лучшим сериалом года.
| Эпизод | Дата выхода     | AGB Nielsen (средний) | AGB Nielsen (средний) |
| Эпизод | Дата выхода     | Средний рейтинг       | Пиковый рейтинг       |
| ------ | --------------- | --------------------- | --------------------- |
| 01     | 17 октября 2014 | 1,6 %                 | 2,8 %                 |
| 02     | 18 октября 2014 | 2,35 %                | 3,1 %                 |
| 03     | 24 октября 2014 | 3,11 %                | 4,6 %                 |
| 04     | 25 октября 2014 | 3,49 %                | 4,9 %                 |
| 05     | 31 октября 2014 | 4,55 %                | 6,0 %                 |
| 06     | 01 ноября 2014  | 3,7 %                 | 5,4 %                 |
| 07     | 07 ноября 2014  | 5,2 %                 | 6,4 %                 |
| 08     | 08 ноября 2014  | 5,0 %                 | 6,6 %                 |
| 09     | 14 ноября 2014  | 5,2 %                 | 6,7 %                 |
| 10     | 15 ноября 2014  | 5,9 %                 | 7,0 %                 |
| 11     | 21 ноября 2014  | 6,1 %                 | 7,1 %                 |
| 12     | 22 ноября 2014  | 6,3 %                 | 7,8 %                 |
| 13     | 28 ноября 2014  | 6,3 %                 | 7,9 %                 |
| 14     | 29 ноября 2014  | 5,8 %                 | 7,9 %                 |
| 15     | 05 декабря 2014 | 7,2 %                 | 9,4 %                 |
| 16     | 06 декабря 2014 | 7,4 %                 | 8,6 %                 |
| 17     | 12 декабря 2014 | 7,6 %                 | 9,7 %                 |
| 18     | 13 декабря 2014 | 8,0 %                 | 9,5 %                 |
| 19     | 19 декабря 2014 | 7,6 %                 | 9,3 %                 |
| 20     | 20 декабря 2014 | 8,4 %                 | 10,3 %                |

## Награды и номинации
| Год  | Награда                          | Категория                                  | Получатель   | Результат |
| ---- | -------------------------------- | ------------------------------------------ | ------------ | --------- |
| 2015 | Cable TV Broadcasting Awards     | Гран При (Daesang)                         | Misaeng      | Победа    |
| 2015 | Cable TV Broadcasting Awards     | Star Award - Лучший актёр                  | Лим Сиван    | Победа    |
| 2015 | Cable TV Broadcasting Awards     | Star Award - Лучший актёр                  | Кан Ханыль   | Победа    |
| 2015 | Paeksang Arts Awards             | Лучший драматический чериал                | Misaeng      | Номинация |
| 2015 | Paeksang Arts Awards             | Лучший режиссёр (TV)                       | Ким Вон Сок  | Победа    |
| 2015 | Paeksang Arts Awards             | Лучший актёр (TV)                          | Ли Сонмин    | Победа    |
| 2015 | Paeksang Arts Awards             | Лучший новый актёр (TV)                    | Лим Сиван    | Победа    |
| 2015 | Paeksang Arts Awards             | Лучший новый актёр (TV)                    | Ким Дэмён    | Номинация |
| 2015 | Seoul International Drama Awards | Лучший мини-сериал                         | Misaeng      | Победа    |
| 2015 | Seoul International Drama Awards | Лучшая режиссура                           | Ким Вон Сок  | Номинация |
| 2015 | Korea Drama Awards               | Лучший драматический сериал                | Misaeng      | Победа    |
| 2015 | Korea Drama Awards               | Лучший режиссёр                            | Ким Вон Сок  | Номинация |
| 2015 | Korea Drama Awards               | Лучший сценарий                            | Чжон Юн Чжон | Номинация |
| 2015 | Korea Drama Awards               | Top Excellence Award, Актёр                | Лим Сиван    | Номинация |
| 2015 | Korea Drama Awards               | Excellence Award, Актёр                    | Ким Дэмён    | Победа    |
| 2015 | Korea Drama Awards               | Особый приз жюри                           | Лим Сиван    | Победа    |
| 2015 | APAN Star Awards                 | Top Excellence Award, Актёр в мини-сериале | Ли Сонмин    | Победа    |
| 2015 | APAN Star Awards                 | Excellence Award, Актёр в мини-сериале     | Лим Сиван    | Победа    |
| 2015 | APAN Star Awards                 | Excellence Award, Актриса в мини-сериале   | Кан Сора     | Номинация |
| 2015 | APAN Star Awards                 | Лучшая Мужская роль второго плана          | Ким Дэмён    | Номинация |
| 2015 | APAN Star Awards                 | Лучшая Мужская роль второго плана          | Ли Гён Ён    | Победа    |
| 2015 | APAN Star Awards                 | Лучший актёр-дебютант                      | Пён Ёхан     | Победа    |
| 2015 | APAN Star Awards                 | Лучший актёр-дебютант                      | Кан Ханыль   | Номинация |